# Васкевич Анатолій Мар'янович
Анато́лій Мар'я́нович Васке́вич — (26 вересня 1936, Вінниця — 6 травня 2025, Вінниця) — художник-проектант, живописець. Член Національної спілки художників України. Працює у галузі художнього оформлення інтер'єру та у станковому живописі.
1967 р. закінчив заочний народний університет ім. Н. К. Крупської, факультет образотворчого мистецтва.
Учасник обласних та республіканських виставок з 1985 р. Учасник живописних пленерів у м. Вінниці, м. Немирові, с. Грушівка, с. Селище.

## Твори
Твори зберігаються у приватних колекціях.